# Ан-32
Ан-32  (за кодифікацією НАТО: Cline — «Клайн») — український (в минулому — радянський) військово-транспортний багатоцільовий літак. Може експлуатуватися за різних кліматичних умов, у тому числі в умовах спекотного клімату (до 50 °C) та на високогірних аеродромах (до 4500 м). Основне призначення даного літака — перевезення вантажів на лініях малої та середньої протяжності. Також його можна використовувати для перевезення людей, парашутного десантування людей і платформ з вантажами, а також в санітарному варіанті для перевезення поранених. Літак має високу маневровість при польотах на гірські аеродроми зі складними підходами.

## Історія створення[3]
На початку 1970-х років Індії був потрібний транспортний літак, який би міг замінити С-119. Основною вимогою до літака була можливість здійснювати польоти, зльоти і посадки в умовах високогір'я. Був оголошений конкурс, в якому взяли участь італійці з літаком FIAT G-222 та канадці з DHC-5, проте їх умови не задовольняли потреби Індії. Після цього ВВС Індії звернулись до ДКБ Антонов із пропозицією розробити літак, який би задовольнив усі їх умови. У відповідь ДКБ запропонувало Ан-26, але індійців занепокоїла непристосованість літака до умов високогір'я. В 1975 був підписаний контракт про розробку літака на базі Ан-26 із збільшеною потужністю силової установки, а 16 червня виданий наказ МАП.
Ан-32 став першим радянським літаком, який розроблявся спеціально на експорт. Керування його розробкою було доручене заступникові головного конструктора В. А. Гарвардту та ведучому конструкторові Ю. П. Сердечному. Для збільшення потужності були використані двигуни АІ-20М, які розвивали 4250 к.с., із гвинтами АВ-62І діаметром 4,5 м. Потужніші двигуни були більші за розмірами, та й гвинти на 0,6 м більші в діаметрі від гвинтів Ан-26. Це призводило до того що лопаті зачіпали фюзеляж. Щоб вирішити цю проблему В. Г. Анісенко, керівник відділу силових установок, запропонував підняти двигуни на крило. Допоміжну силову установку РУ19А-300 замінили на турбогенератор ТГ-16, який забезпечував запуск двигунів на аеродромах на висоті до 4500 м над рівнем моря. До літа 1976 р. було виготовлено перший прототип.
Перший політ Ан-32 здійснив 9 липня 1976, за штурвалом якого знаходився екіпаж у складі командира В. А. Ткаченка, другого пілота Юрія Володимировича Курліна, штурмана Г. Н. Гуменюка, бортінженера М. М. Трошина, бортрадиста В. І. Яськова і провідного інженера з випробувань A. M. Загуменного, з аеродрому Київського авіазаводу в Святошині. Після місяця випробовувань виявилося, що потужності двигунів АІ-20М було замало, тому було прийняте рішення про використання двигунів АІ-20ДМ із гвинтами АВ-68ДМ діаметром 4,7 м. Нові двигуни розвивали 5180 к.с., що на 83 % більше ніж у двигунів Ан-26. З 6 листопада до 13 грудня 1976 були проведені випробовування в Індії, які виявили ряд недоліків.
Перший привселюдний показ літака, відбувся влітку 1977 року на авіасалоні в Ле Бурже. До 1980 року продовжувались випробовування та доопрацювання літака. В 1982 р. було випущено три перед-серійні літаки Ан-32. Перший з радянськими складниками, другий для проведення наземних статичних випробовувань, а третій — із індійським обладнанням. З 17 лютого 1983 р. почались державні випробовування. По завершенні випробовувань на Київському авіазаводі було організоване серійне виробництво Ан-32. Перший серійний літак піднявся в небо 29 червня 1983, за штурвалом якого знаходився екіпаж льотчика-випробувача В. В. Добровольського. Постачання літаків до Індії розпочалися 1984 року.

## Технічний опис[4]

### Фюзеляж

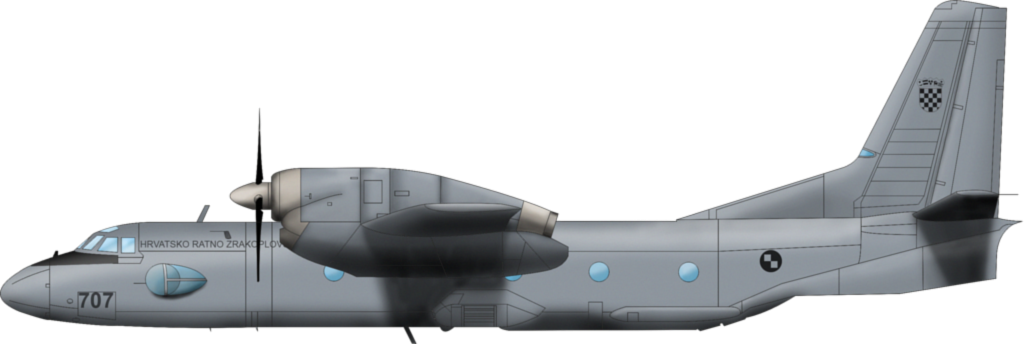

Фюзеляж суцільнометалевий, балково-стрингерний, типу півмонокок. Фюзеляж технологічно розділений на три частини: передня (по 11 шпангоут), середня (з 12 по 40 шпангоут) та відсік кріплення хвостового оперення (з 41 шпангоута). Більшість елементів конструкції фюзеляжу виконано із листового та профільованого дюралюмінію.
Передній відсік герметичний. У ньому знаходяться кабіна екіпажу, між 1 та 7 шпангоутами. За нею розміщена перегородка з дверима до вантажної кабіни. Ніс фюзеляжу, до 1 шпангоута, не герметичний, в ньому розміщена антена радіолокатора закрита радіопрозорим обтічником. Під кабіною екіпажу находиться відсік передньої ноги шасі. Між 5 та 7 шпангоутами в лівому борті знаходиться блістер штурмана. В правому борті, між 7 та 10 шпангоутами, знаходяться вхідні двері розміром 600×1400 мм. В передній частині розміщені два аварійних люки: верхній, для покидання кабіни при вимушених посадках без шасі або на воду, знаходиться в кабіні екіпажу, та нижній, для покидання літака в повітрі, розміщений біля вхідних дверей.
Середня частина фюзеляжу непроникна, в ній знаходиться вантажна кабіна. Ширина вантажної кабіни, по підлозі, 2,4 м, а висота 1,84 м. З обох боків вантажної кабіни розміщені по чотири округлих вікна. На стелі між 29 і 39 шпангоутами встановлена монорейка, якою рухається тельфер. Тельфер призначений для завантажувально-розвантажувальних робіт. Між 33 і 45 шпангоутами находиться вантажний люк. Люк закривається рампою на кінці якої розміщений клиноподібний наїзд і задньою стулкою, яка за допомогою шарнірів кріпиться до 45 шпангоута. При відкриванні рампа може мати два положення: опускатися до землі для завантаження/розвантаження колісної техніки, десантників, поранених тощо, а також рампа може від'їжджати під фюзеляж для парашутного десантування і завантаження/розвантаження безпосередньо з кузова автомобіля.
Відсік кріплення хвостового оперення не герметичний. В середині розміщені агрегати навігаційно-пілотажного та радіообладнання.

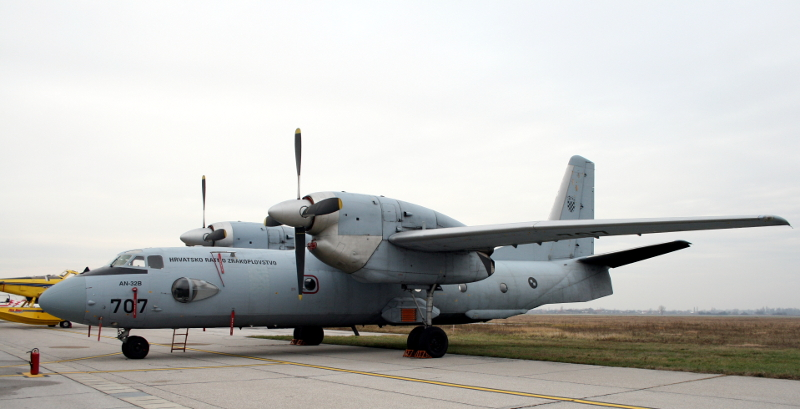

### Крило

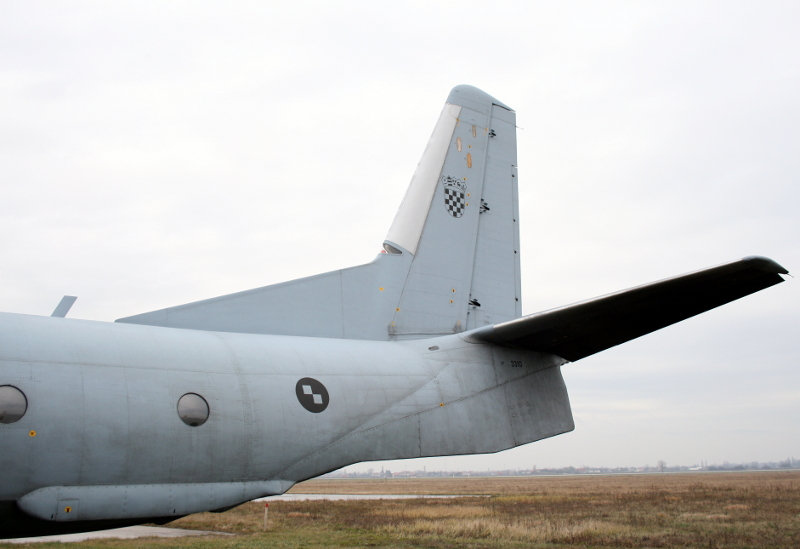

Крило Ан-32 високого розміщення, вільнотримальне трапецієподібне в плані. Будова крила — кесонного типу, складається з двох лонжеронів і 23 нервюр. Технологічно крило розділене на п'ять частин: центроплан, дві середні (СЧК) і дві знімні (ЗЧК) частини. Центроплан кріпиться до 17 і 20 шпангоута фюзеляжу. На ньому розміщені два двощілинних закрилки які відхиляються з фіксованою віссю обертання і поворотною хвостовою ланкою. На СЧК розміщено по одному трищілинному висувному закрилку із фіксованим дефлектором та поворотною хвостовою ланкою, а на ЗЧК по дві секції елеронів. Загальна площа закрилків — 15 м², кути відхилення — 15° (при зльоті) і до 38° (при посадці). Загальна площа елеронів — 6,12 м², кути відхилення — 24° (вгору) і до 16° (вниз). В середині центроплану знаходяться десять м'яких баків, а в СЧК — два баки-відсіки (по одному з кожної сторони).

### Хвостове оперення
Хвостове оперення — вільнотримальне, однокільове. Складається із двох консолей стабілізатора із рулем висоти, кіля з кермом напрямку і форкіля. Стабілізатор і кіль дволонжеронної будови. На рулях висоти встановлений тример, а на рулі напрямку — пружинний тример-сервокомпенсатор. Рулі мають осьову аеродинамічну компенсацію і стопроцентне збалансування. Загальна площа стабілізатора — 20,3 м², кіля — 16,7 м². Площа руля висоти — 5,16 м², кути відхилення — 25° (вгору) і 20° (вниз). Площа руля напряму — 5,14 м², кути відхилення — ±25°.

### Шасі

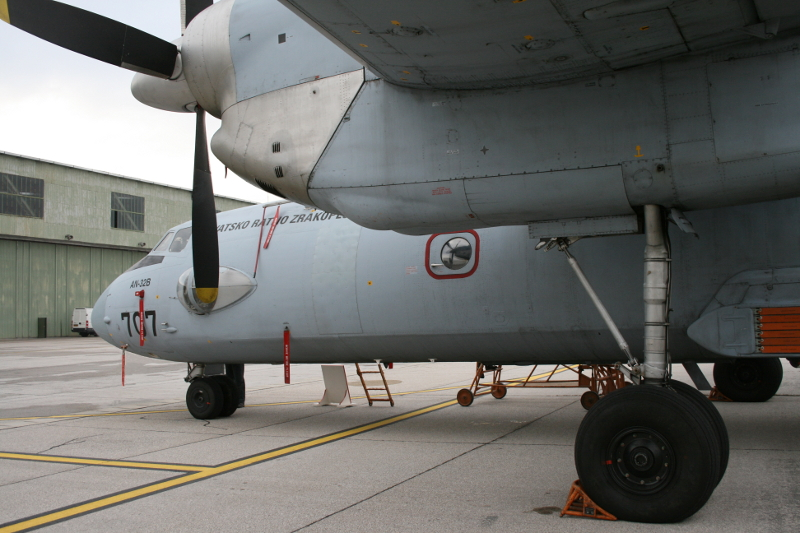

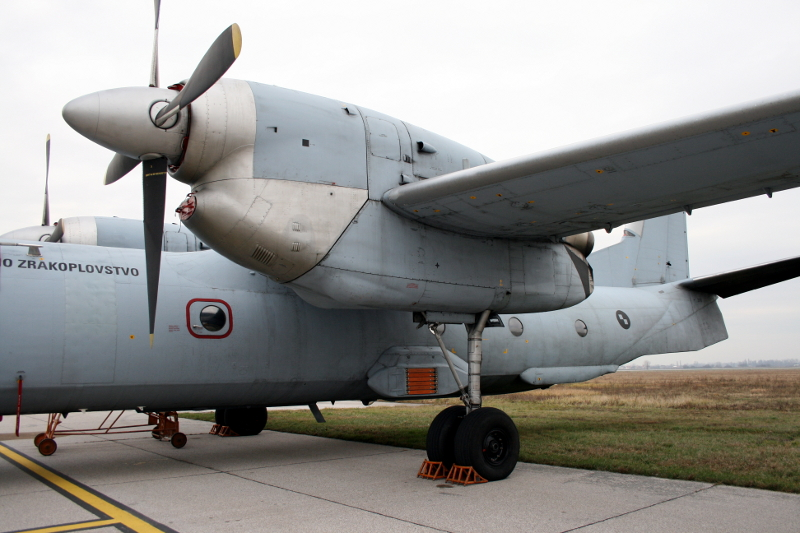

Шасі Ан-32 триопорне, з двома головними і одною передньою опорами. База шасі — 7650 мм, колія — 7900 мм, мінімальний радіус розвороту — 11250 мм. При польоті усі три опори прибираються в передню частину, основні у відсік в мотогондолах, під двигуном, а передня у відсік під кабіною екіпажу. Відсіки стійок шасі зачиняються, як при польоті, так і при рулінні. При випущеному шасі відчиненими залишаються маленькі стулки навпроти амортизаційних стійок. На кожній опорі встановлені два колеса з пневматиками і з дисковими гальмами на основних стійках. Передня опора не гальмівна, при рулінні вона повертається на кут ± 45° і на кут ± 9° при розгоні та пробігу. Випуск та прибирання шасі здійснюється за допомогою гідравлічного циліндра. У разі виходу з ладу гідравлічної системи, замки прибраного положення стійок шасі можна відкрити вручну. В такому випадку шасі опускаються і фіксуються в замках опущеного положення за рахунок своєї маси і зустрічного потоку повітря.
Головна опора шасі двоколісна із телескопічними азотно-оливними амортизаторами. Вона складається із: амортизаторної стійки, складаного підкосу, розпору, котрий слугує замком випущеного положення шасі та двох гальмівних коліс. У відсіку основних опор шасі розміщено: силовий циліндр опускання/прибирання стійок шасі, замок прибраного положення шасі та механізм керування стулками.
Передня опора шасі двоколісна із важільною підвіскою та азотно-масляним амортизатором. Вона складається із: амортизаторної стійки з центрувальним пристроєм, рульового механізму, гідроциліндра для гасіння коливань, гідроциліндра опускання/прибирання стійки шасі, замків випущеного та прибраного положення шасі, механізму керування стулками та двох не гальмівних коліс.
Колеса основних опор КТ-157 із камерними шинами 1А розміром 1050×400 мм. Передні колеса К2105 із камерними шинами 6А розміром 700×250 мм. Тиск у камерах шин головної опори 5 кгс/см², а передньої опори — 4,5 кгс/см².

### Силова установка
Складається з двох двигунів АІ-20ДМ з чотирилопатевими повітряними гвинтами АВ-68ДМ змінного кроку. Двигун АІ-20ДМ — одновальний турбогвинтовий, з осьовим 10-ступеневим компресором, кільцевою камерою згоряння, 3-ступеневою турбіною, планетарним редуктором і нерегульованим реактивним соплом. Потужність двигуна на злітному режимі — 5180 к.с., а на крейсерському польоті — 2800 к.с. Двигун розташований в мотогондолі над крилом під кутом 4’ до його площини. Двигун кріпиться на центроплані крила за допомогою швидкознімної рами з амортизаторами і силової ферми з переднім силовим шпангоутом. Суха маса двигуна 1040 кг, а довжина — 3,1 м.

### Гвинт

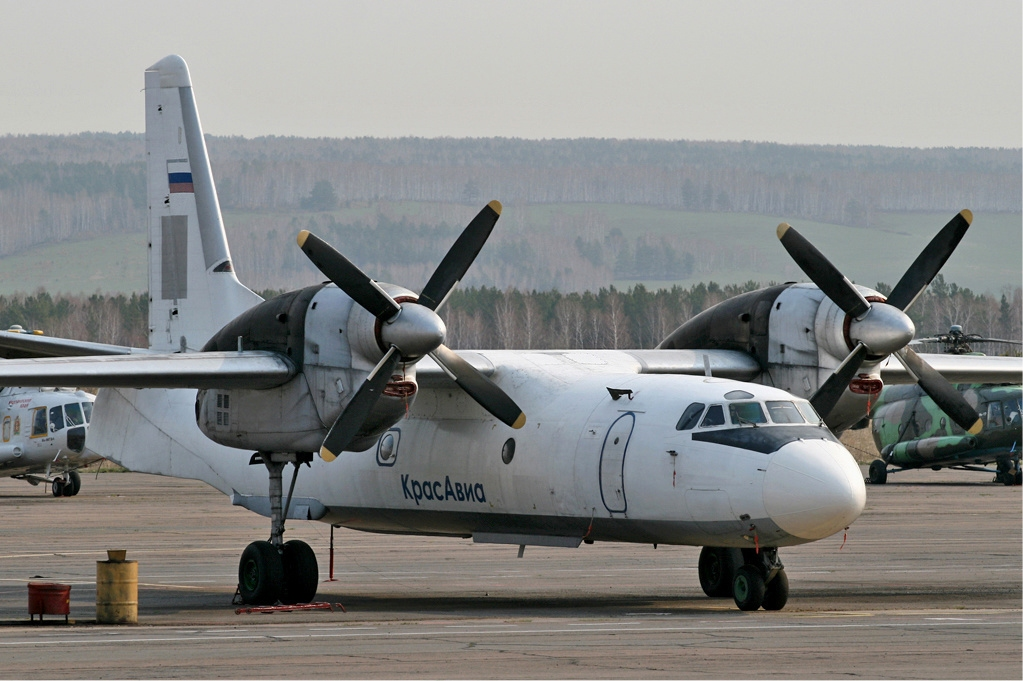

Гвинт АВ-68ДМ — тяговий, лівого обертання, флюгерний, з діаметром 4,7 м. Флюгування його проводиться льотчиком або системою автоматичного флюгування за крутним моментом і негативною тягою. Перекладання лопатей на мінімальний встановлювальний кут при пробігу після посадки, забезпечує додаткове гальмування літака за рахунок авторотації гвинта.

### ДСУ
В хвостовій частині правої мотогондоли під центропланом розташована додаткова силова установка (ДСУ) ТГ-16М. ДСУ складається із газотурбінного двигуна ГТД-16М, редуктора і стартер-генератора ГС-24А. Запуск здійснюється від бортових акумуляторних батарей або від аеродромних джерел постійного струму. Суха маса ДСУ 190 кг, а довжина — 1,58 м.

### Паливна система
Паливна система складається з 10 м'яких баків і двох баків-відсіків. Баки кожного пів-крила розділені на 3 групи. Для живлення двигунів спочатку береться паливо з першої групи баків, потім з другої, а далі з третьої. Бак 3а також використовується як розширювальний бак для рівномірного розподілу палива між лівою та правою боками літака. Двигун ГТД-16М живиться від магістралі живлення правого основного двигуна. Заправка баків може проводитись зверху через заправні горловини або централізовано крізь заправний штуцер у відсіку шасі лівої мотогондоли. У польоті система нейтрального газу заповнює простір над паливом вуглекислим газом, а також ця система використовується як додатковий засіб пожежогасіння.

### Маслосистема
Кожен двигун має автономну маслосистему (МС), яка забезпечує подачу мастила для змащування і охолодження двигуна, керування повітряним гвинтом та роботи системи вимірювання крутного моменту. Об'єм МС 90 л, а перед вильотом літака в маслобак заливають ще 32 л мастила.

### Система запуску
На кожному двигуні розміщено по два стартер-генератори СТГ-12ТМО-1000, після запуску двигунів один з яких переходить в режим генератора, а інший працює в холостому режимі. Струм для запуску двигунів береться від ДСУ або від аеродромних джерел постійного струму.

### Протипожежна система
На Ан-32 є стаціонарна протипожежна система і ручні переносні вогнегасники. Стаціонарна система розділена на протипожежну систему літака і протипожежну систему двигунів.
Протипожежна система літака призначена для придушення пожеж у відсіках лівої та правої частин крила і в лівій та правій мотогондолах. Система складається із чотирьох вогнегасників ОС-8МФ або УБЦ8-1, двох блоків протипожежних клапанів, системи сигналізації про пожежу ССП-2А, розпилювальних колекторів і трубопроводів. Керування системою здійснюється, як вручну із щитка пожежогасіння, так і автоматично від давачів сигналізації. Також при аварійних посадках без випущеного шасі від кінцевих вимикачів, розміщених на днищі фюзеляжу, спрацьовують усі вогнегасники, і відкриваються усі клапани.
Протипожежна система двигунів призначена для усунення пожежі в двигунах. Система складається із чотирьох вогнегасників ОС-2 або УБШ2-1, фільтрів, системи сигналізації про пожежу ССП-7, трійників та трубопроводів.

### Гідравлічна система
Гідравлічна система (ГС) складається із основної та допоміжної системи. Робочою рідиною є мінеральне мастило АМГ-10. Загальний об'єм ГС 65 л.
Основна ГС призначена для прибирання/випуску шасі, повороту коліс передньої опори шасі, гальмування коліс основних опор шасі, випуску/прибирання закрилків, для приводу склоочисників, аварійного ввімкнення золотників флюгування повітряних гвинтів і зупинки двигунів, відчинення і зачинення кришки аварійного люку і керування рампою вантажного люку. Потрібний тиск, до 150 кгс/см², забезпечується двома насосами 435Ф, по одному на кожному двигуні. Також в системі є гідроакумулятори, які забезпечують роботу вузлів під час стоянки літака.
Допоміжна ГС може використовуватись для випуску закрилків, гальмування коліс, відчинення кришки аварійного люку і керування рампою вантажного люку, при виході з ладу основної ГС. Джерелом тиску допоміжної ГС, до 160 кгс/см², слугує електронасос. За потреби, цей насос може бути приєднаним до основної ГС. Також на лівому борті у вантажній кабіні знаходиться ручний насос.
Вся ГС має спільний бак ємністю 37 л. Проте штуцер відбору рідини для основної системи знаходиться вище дна, а допоміжної системи — на дні. Це забезпечує запас рідини у випадку втрати рідини з основної ГС.

### Електросистема
Забезпечує живлення постійним струмом напругою 27 В, змінним (з частотою 400 Гц) однофазним струмом напругою 115 В і трифазним струмом напругою 36 В. Основним джерелом постійного струму є два стартер-генератори СТГ-12ТМО-1000, а змінного струму, напругою 115В, — два генератори СГО-12. Джерелом змінного струму, напругою 36В, слугують два перетворювачі ПТ-1000ЦС (основний та резервний). Стартер-генератор ГС-24А, розміщений на ДСУ, слугує резервним джерелом живлення постійного струму. Для аварійного живлення споживачів постійного струму на борту є три акумуляторні батареї 12-САМ-28Т, змінного струму напругою 115В — перетворювач ПО-1500, а змінного струму напругою 36В — перетворювач напруги ПТ-200.

### Радіоустаткування
Радіоустаткування Ан-32 поділяється на радіозв'язкове, радіонавігаційне та радіолокаційне обладнання.
Радіозв'язкове обладнання призначене для двобічного телефонного та телеграфного зв'язку із землею та іншими літаками, зв'язку між членами екіпажу, а також для запису усіх розмов на бортовий самописець. До його складу входить: переговорний пристрій СПУ-8; дві командні ультракороткохвильові (УКХ) радіостанції Р-863; короткохвильова (КХ) радіостанція зв'язку «Мікрон» та магнітофон ПС-503БС.
Радіонавігаційне обладнання призначене для забезпечення високоточного літаководіння та приземлення за приладами в тяжких метеорологічних умовах вдень та вночі. До його складу входить: два набори автоматичних радіокомпасів АРК-15М; два прилади сліпого приземлення ПСП-48; радіовисотомір РВ-5РМ; навігаційно-посадкова апаратура «Курс МП-70»; далекомір СД-75; радіотехнічна система ближньої навігації «Веер-М» і ДІСС-013-26ШМ
Радіолокаційне обладнання призначене для огляду земної поверхні, виявлення гір, грозових фронтів і зустрічних літаків, визначення кута зносу та вирішення інших задач. До його складу входить: радіолокаційна станція «Гроза-32А» і літаковий відповідач СО-72М.

### Пілотажно-навігаційне обладнання
З допомогою пілотажно-навігаційного обладнання виконується пілотування літака, визначається його положення відносно землі та здійснюється навігація. До його складу входять: три комбінованих показники швидкості КУС-730/1100К і показник числа М МС-1К; барометричні висотоміри: три ВМ-15К, ВМФ-50К і ВЕМ-72К-ЗА1; авіагоризонт АГБ-3К; автомат кутів атаки і перевантажень АУАСП-24КР-1; два комбінованих прилади ДА-30; автопілот АП-28Л1І2; магнітний компас КІ-13К; курсова система ГМК-1ГЕ; система директорного керування «Привід АНЕ-1/2»; БСРПП «Тестер-УЗ»; самописець КЗ-63; блок контролю кренів БКК-18; система сигналізації небезпечної швидкості зближення із землею ССОС; два сигналізатори приладової швидкості; прилади контролю за роботою двигунів та контролю за висотною і гідравлічною системою.

### Система проти обмерзання
Складається з повітряно-теплової, електро-теплової та рідинної систем.
Повітряно-тепловою системою проти обмерзання оснащено крила, оперення літака та повітрозбірники двигунів. Гаряче повітря в систему проти обмерзання надходить від 10 ступеня компресора кожного двигуна патрубком, прокладеним правим бортом мотогондоли. В повітряно-тепловій системі використовується мікроінжекторний спосіб розподілу повітря із рециркуляцією відпрацьованого повітря. Цей спосіб забезпечує ефективний, рівномірний обігрів поверхні всією довжиною, а також ощадну витрату гарячого повітря.

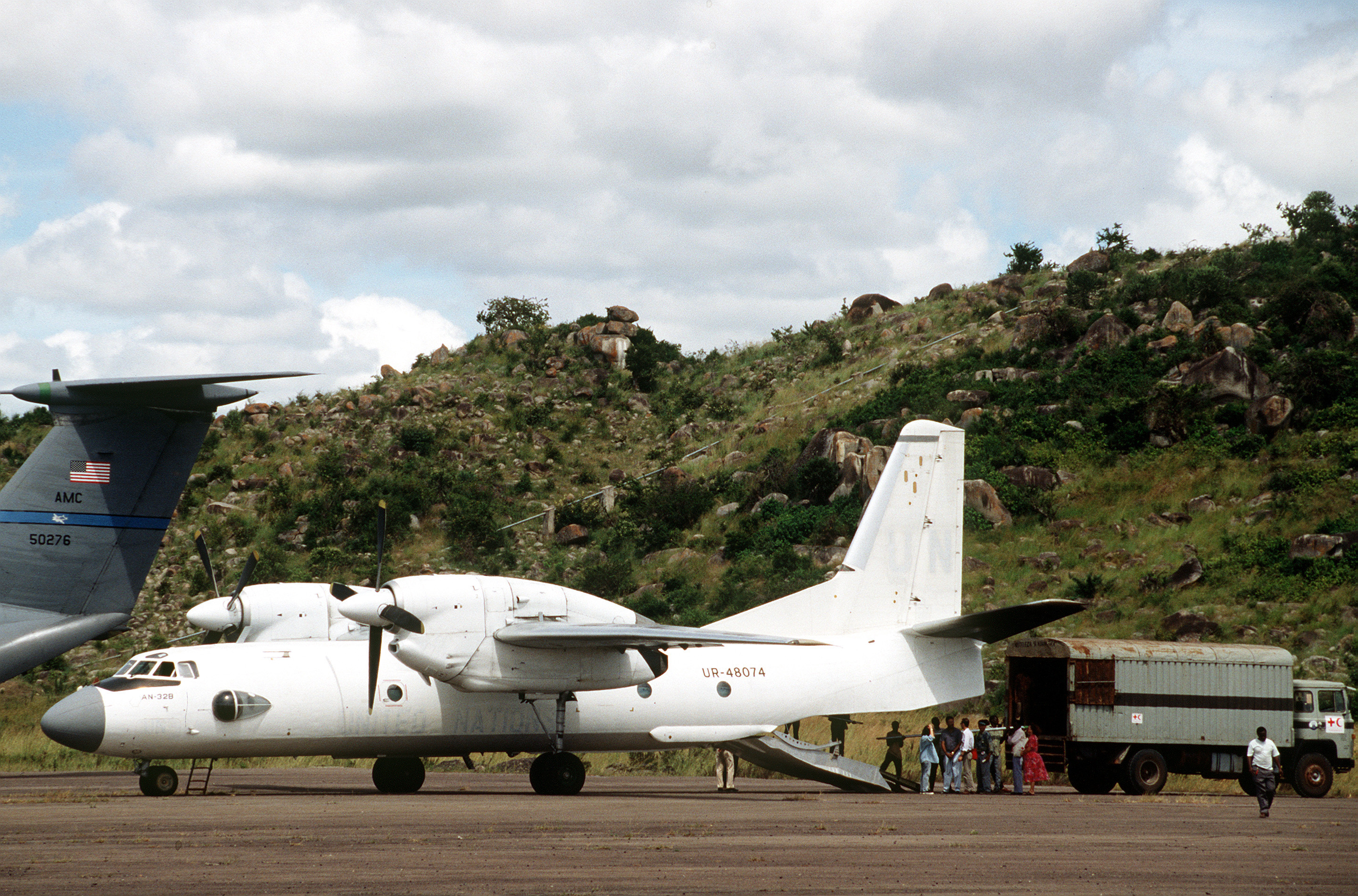

Електро-тепловою системою проти обмерзання оснащено повітряні гвинти, вітрове скло кабіни екіпажу і приймачі повітряного тиску.
Блістер штурмана оснащений рідинною системою. Об'єм спиртового бачка — 2,6 л.

### Вантажно-розвантажувальне та швартовочне обладнання
На стелі вантажної кабіни розміщені дві електролебідки та дві каретки з гаками на монорейці закріпленій між 29 та 39 шпангоутами. Вони призначені для підняття/опускання вантажу з землі або кузова автомобіля, та переміщення його на підлогу кабіни або роликові доріжки 1П224. На лівому борті вантажної кабіни находиться лебідка БЛ-56, призначена для переміщення вантажів, до 3000 кг, по кабіні. Несамохідну колісну техніку, а також вантажі масою понад 3000 кг завантажуються за допомогою тягача, та системи блоків.
Швартове обладнання літака складається з 48 одинарних і подвійних знімних вузлів, 40 швартових ременів, 4 ременів-стяжок, 50 стренг для захоплення техніки і 2 швартових сіток.

## Характеристики

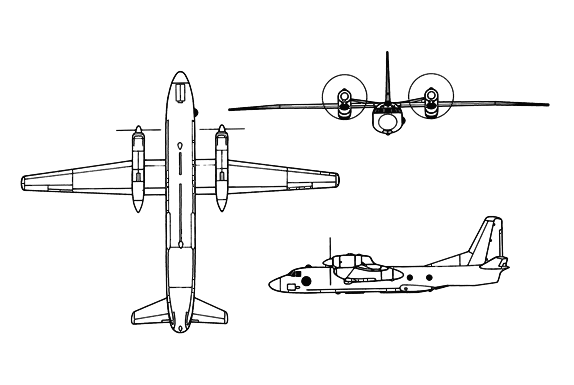

Джерело: 
Основні характеристики
- Екіпаж: 3-4 людини
- Пасажиромісткість: 50 солдатів або 42 десантників, або 24 поранених на носилках.
- Вантажопідйомність: 6700 кг
- Довжина: 23,68 м
- Висота: 8,75 м
- Розмах крила: 29,20 м

- Площа крила: 74,98 м²
- Крило у плані: трапецієподібне
- Маса спорядженого: 17405
- Нормальна злітна маса: 25500 кг
- Максимальна злітна маса: 27000 кг
- Маса палива у внутрішніх баках: 7080 л
- Силова установка: 2 × Турбогвинтовий АІ-20ДМ  5180 к.с. ( 3810 кВт.)
- Повітряний гвинт: АВ-68ДМ
- Діаметр гвинта: 4,7 м
- Допоміжна силова установка: 1 × газотурбінний ТГ-16М

Льотні характеристики
- Максимально допустима швидкість: 530 км/год
- Крейсерська швидкість: 460 км/год
- Практична дальність: 800 км
- Перегінна дальність: 2160 км
- Довжина розгону: 760 м
- Довжина пробігу: 470 м

## Модифікації
- Ан-32  — базова з індійським БРЕО (бортове радіоелектронне обладнання).
- Ан-32А  — з радянським БРЕО.
- Ан-32Б  — літак для комерційних вантажних перевезень. Відрізняється потужнішою ДСУ. Вантажність збільшена на 500 кг. Розроблений в 1987 році. Сертифікований у 1995 році.
- Ан-32Б-100  — з двигунами АІ-20Д серії 5М. У 2000 році переобладнано 1 літак.
- Ан-32Б-110  — варіант Ан-32Б-100 з 2 членами екіпажу.
- Ан-32В  — військовий варіант Ан-32Б.
- Ан-32Д  — дальній. Відрізняється 2 додатковими зовнішніми фіксованими паливними баками по 1500 л.
- Ан-32П  — літак для гасіння пожеж. Відрізняється 2 зовнішніми виливними агрегатами загальним об'ємом 8000 л.
- Ан-32Б-200  — підвищена вантажність, встановлені модифіковані двигуни АІ-20Д серії 5М з збільшеними ресурсами до першого ремонту, наявність додаткових легкозмінних паливних баків
- Ан-32RE — модернізація Ан-32 для ВПС Індії. На літаку встановлено обладнання попередження зіткнення літаків у повітрі, обладнання раннього попередження зіткнення із землею, система супутникової навігації, літакові далекоміри, модернізований радіовисотомір, новий радіолокатор з двома багатофункціональними індикаторами, нове кисневе обладнання, поліпшені крісла екіпажу. Вантажність літака збільшена до 7,5 т.
- Ан-132 — доробка для Саудівської Аравії базової моделі з метою забезпечення приросту характеристик літака стосовно корисного навантаження, дальності польоту і злітних параметрів. Заходи з доробки також включають доробку кабіни екіпажу з використанням комплексних сучасних навігаційних приладів американського виробництва, що дають змогу екіпажу виконувати складніші завдання, а також доробку багатьох інших елементів, які значно поліпшать можливості літака порівняно з його базовою версією. Саудівська Аравія також матиме право інтелектуальної власності і володітиме конструкторськими кресленнями на літак[5].

## Експлуатація

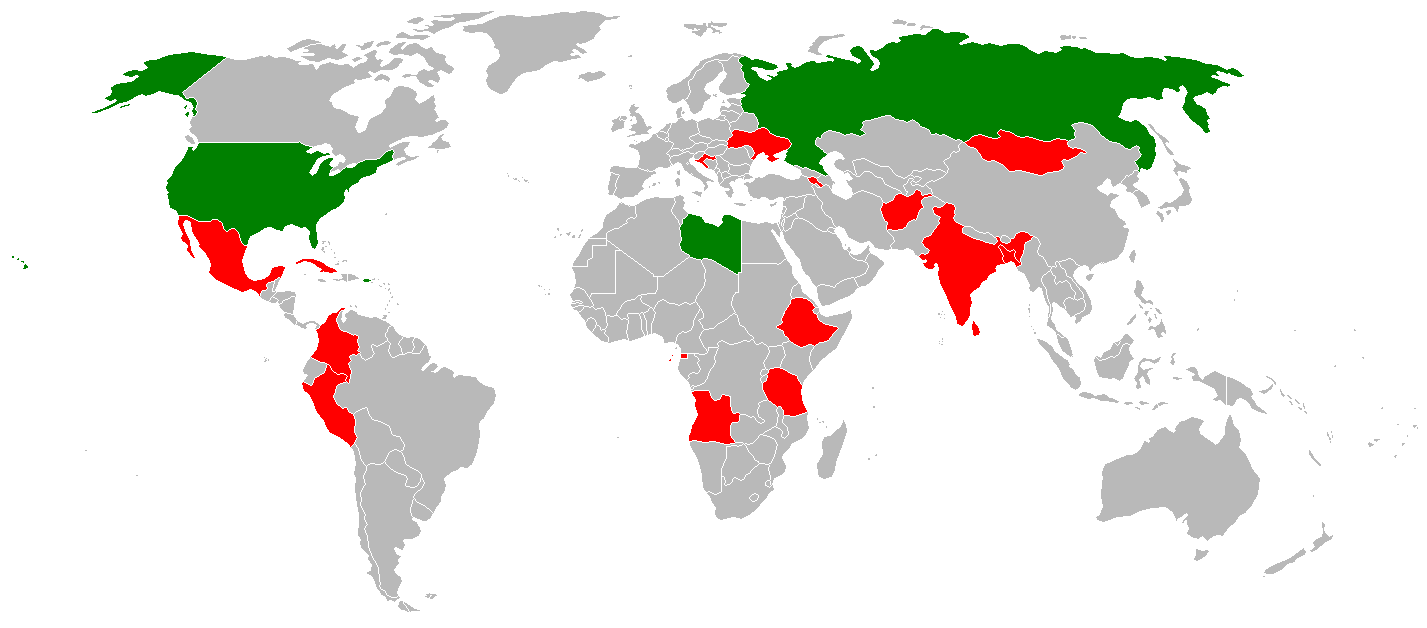
Країни-експлуатанти Ан-32 (країни, де він експлуатується тільки в цивільній авіації позначені зеленим кольором, ті, в яких експлуатується в цивільній, військовій та інших сферах — позначені червоним кольором.)

Станом на 2010-ті роки експлуатуються понад 350 літаків  Ан-32  в країнах з різними кліматичними умовами, серед яких країни СНД, Індія (більше 100 літаків), Шрі Ланка, Колумбія, Перу, Мексика, Афганістан, країни Африки. Модель, як і раніше знаходиться у виробництві.
- 7 травня 2008 р. командування авіаційних систем ВМС США (NAVAIR) повідомило про придбання в Україні чотирьох Ан-32 для постачання Афганським ВПС.
- Не менш 5 Ан-32П було закуплено для авіації МНС України. Станом на 2013 рік літаки базуються у Ніжині та несуть бойове чергування.
- 11 грудня 2009 р. Київ і Багдад уклали договір за яким протягом трьох з половиною років Україна повинна поставити до Іраку близько 10-ти літаків  Ан-32
- У грудні 2009 року ВАТ «Мотор Січ» (Запоріжжя) уклало з ВПС Індії трирічний контракт обсягом $110 млн на модернізацію двигунів AI-20 індійських Ан-32.

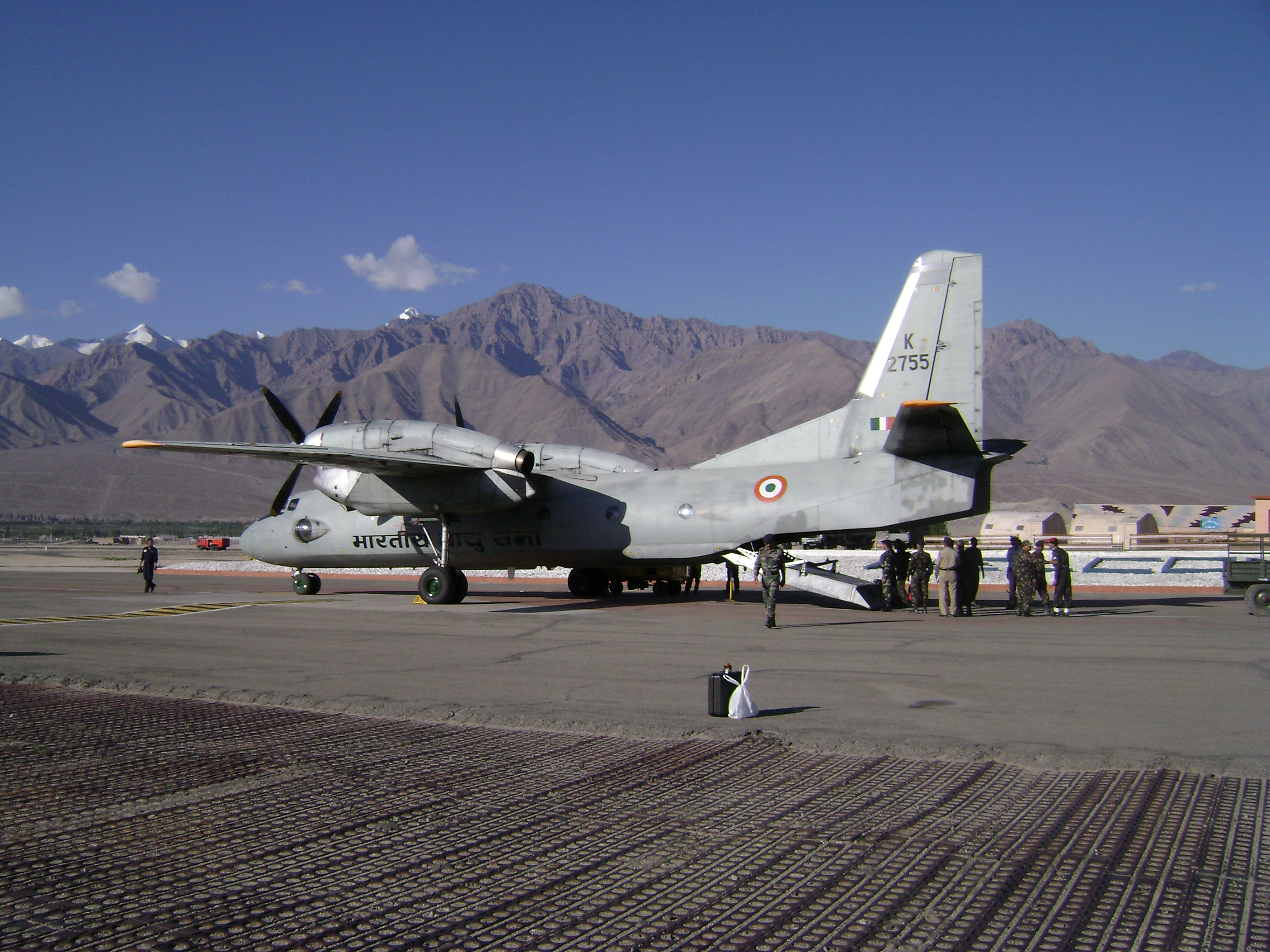
Ан-32 ВПС Індії

- В липні 2009 року було підписано контракт між ВПС Міністерства оборони Індії та «дочкою» державної компанії «Укрспецекспорту» — «Спецтехноекспорт», обсягом близько $400 млн на ремонт і модернізацію 105 машин Ан-32 індійських ВПС.[6]

## Ціна
На 2015 рік орієнтовна вартість одного модернізованого літака Ан-32 становить 15 млн доларів.

## Аварії та катастрофи
За даними на лютий 2011 року було втрачено 62 літаки типу Ан-32.
Найбільша авіакатастрофа за участю літака даного типу сталася 8 січня 1996 року у Кіншасі. Перевантажений літак не зміг злетіти і впав на ринкову площу. Загинуло 237 чоловік.
У результаті авіакатастрофи літака Ан-32, що сталася 26 серпня 2007 в місті Конголо (Демократична Республіка Конго), загинули двоє громадян України — командир екіпажу і другий пілот.
| Дата      | Бортовий номер | Місце катастрофи             | Жертви     | Короткий опис |
| --------- | -------------- | ---------------------------- | ---------- | --- |
| Н.д.      | K2688          | Н.д.                         | Н.д.       | Літак ВПС Індії. Пошкоджений. Виставлений в музеї в Калайкунде.                                                      |
| 03.1986   | н.д.           | Аравійське море              | Н.д.       | Літак ВПС Індії. Розбився.                                                                                           |
| 22.03.86  | н.д.           | Джаммуін                     | Н.д.       | Літак ВПС Індії. Розбився.                                                                                           |
| 25.03.86  | K2729          | Індійський океан             | 7 / 7      | Літак ВПС Індії. Зник над океаном при перегоні з СРСР.                                                               |
| 14.01.87  | D2-FA          | Н.д.                         | Н.д.       | Літак ВПС Анголи. Розбився.                                                                                          |
| 15.06.87  | н.д.           | поблизу Кандагара            | 5 / 5      | Літак ВПС Афганістану. Розбився.                                                                                     |
| 21.06.87  | н.д.           | поблизу Кандагара            | 3 / 3      | Літак ВПС Афганістану. Був збитий.                                                                                   |
| 14.12.87  | н.д.           | Н.д.                         | Н.д.       | Літак ВПС Анголи. Розбився.                                                                                          |
| 16.08.88  | н.д.           | поблизу Кундуза              | 39/39      | Літак ВПС Афганістану. Був збитий.                                                                                   |
| 07.09.88  | н.д.           | поблизу Кундуза              | 16/16      | Літак ВПС Афганістану. Перевозив двох афганських генералів. Був збитий моджахедами з ПЗРК «Стінгер».                 |
| 04.10.88  | н.д.           | Бхаісау                      | 10/н.д.    | Військовий літак. Розбився.                                                                                          |
| 28.09.89  | 48095          | Чернігівська область         | 9 / 9      | Вимкнення автопілота в польоті, літак увійшов у піке. Перевозив вантаж ракет з урановим сердечником до Москви.       |
| 06.03.90  | FAP-377        | Сатіпо                       | Н.д.       | Літак ВПС Перу. Пошкоджений до ступеня списання.                                                                     |
| 15.07.90  | н.д.           | Шіврахпур                    | 10/н.д.    | Літак ВПС Індії. Розбився.                                                                                           |
| 01.04.92  | н.д.           | Лухді                        | 8 / 8      | Літак ВПС Індії. Летів у групі дев'яти літаків. Через помилки екіпажу зіткнувся з іншим Ан-32.                       |
| 01.04.92  | н.д.           | Лухді                        | 0/н.д.     | Літак ВПС Індії. Летів у групі дев'яти літаків. Був пошкоджений іншим Ан-32. Здійснив аварійну посадку в полі.       |
| 10.06.92  | 48058          | Марромеу                     | 0 / 5      | Викотився з ЗПС на пробігу, розвалився на три частини.                                                               |
| 09.10.92  | СРСР-48088     | Могадішо                     | 1 / 13     | Викотився з ЗПС при посадці вночі.                                                                                   |
| 09.02.93  | border н.д.    | Найробі                      | Н.д.       | Літак ООН. Пошкоджений до ступеня списання.                                                                          |
| 27.04.93  | н.д.           | Ташгурхан                    | 76/76      | Літак ВПС Афганістану. Розбився в горах в складних метеоумовах.                                                      |
| 29.06.94  | н.д.           | н.д.                         | 50/н.д.    | Літак ВПС Афганістану. Був збитий.                                                                                   |
| 06.07.94  | UR-48018       | Сьєрра-де-Маріола            | 5 / 6      | Зачепив верхівки дерев і впав на схил пагорба при гасінні лісової пожежі.                                            |
| 08.10.94  | HK-3929X       | Міту                         | 0 / 5      | Груба посадка з руйнуванням шасі і спалахом.                                                                         |
| 18.01.95  | UR-48074       | Кіншаса                      | 0 / 34     | Розбився при спробі приземлення на закриту ЗПС.                                                                      |
| 12.09.95  | CR-861         | поблизу Коломбо              | 75/75      | Літак ВПС Шрі-Ланки. Літак впав у морі при спробі повернутися на аеродром після вильоту.                             |
| 25.10.95  | 48981          | Уфа                          | 7 / 13     | У складних метеумови екіпаж промахнувся повз ЗПС.                                                                    |
| 22.11.95  | CR-862         | поблизу Джафни               | 62/62      | Літак ВПС Шрі-Ланки. Літак впав у море при заході на посадку.                                                        |
| 06.01.96  | OB-1604        | Чачапояс                     | 0 / 44     | Груба посадка з руйнуванням шасі і спалахом.                                                                         |
| 08.01.96  | RA-26222       | Кіншаса                      | 237 +0 / 6 | Перевантажений літак не зміг злетіти і впав на ринкову площу.                                                        |
| 11.05.96  | OB-1685/325    | Андоас                       | Н.д.       | Літак ВПС Перу. Пошкоджений до ступеня списання.                                                                     |
| 22.11.96  | 48104          | Байки                        | 0 / 26     | При рулюванні застряг у сніжному бруствері. При спробі виїхати з нього літак дістав серйозні пошкодження.            |
| 21.12.96  | HK-4008X       | Ріонегро                     | 4 / 4      | Розбився на підльоті до аеродрому, помилки в пілотуванні.                                                            |
| 1996      | ER-48077       | Каліми                       | 0/н.д.     | Аварійна посадка з пошкодженням шасі і планера.                                                                      |
| 21.02.97  | CR-865         | Коломбо                      | 3 / 63     | Літак ВПС Шрі-Ланки. Перерваний зліт, літак викотився з ЗПС у болото.                                                |
| 21.08.97  | н.д.           | Баміан                       | 7 / 7      | Екіпаж промахнувся повз ЗПС. У катастрофі загинуло кілька афганських опозиційних лідерів.                            |
| 13.01.98  | н.д.           | поблизу Кветти               | 51/51      | Екіпаж змінив маршрут через складні метеоумови, паливо повністю вичерпалося.                                         |
| 28.03.98  | OB-1389        | Прімавера                    | 1 +21 / 55 | На підльоті до аеродрому відмовив двигун, літак зіткнувся з нетрями.                                                 |
| 07.05.98  | 3D-DRV         | Ваальватер                   | 0 / 4      | Відмова електросистеми в польоті, вимушена посадка.                                                                  |
| 02.08.98  | н.д.           | Кундуз                       | 5 / 5      | Літак сил Талібан. Розбився при підльоті до аеродрому                                                                |
| 14.09.98  | 4K-66759       | Локічоггіо                   | 0 / 7      | Займання двигуна через попадання в нього птиці. Після аварійної посадки літак згорів.                                |
| 22.12.98  | HK-3930X       | Ріонегро                     | 5 / 5      | Розбився в тумані на підльоті до аеродрому.                                                                          |
| 07.03.99  | K2673          | Делі                         | 3 +18 / 18 | Літак ВПС Індії. На підльоті до аеродрому в умовах туману зіткнувся з бетонним резервуаром для води.                 |
| 03.06.99  | н.д.           | поблизу Хартума              | 50/50      | Літак ВПС Судану. Розбився.                                                                                          |
| 23.02.00  | K2690          | Віджаянгара                  | Н.д.       | Літак ВПС Індії. Розбився.                                                                                           |
| 25.03.00  | D2-MAJ         | Уамбо                        | 3 / 30     | При зльоті потрапив у вибоїни на ЗПС і розвалився на дві частини.                                                    |
| 07.06.00  | UR-48054       | ВПП Ліма-25                  | 0 / 8      | На ЗПС вибігло близько трьохсот місцевих жителів. Уникаючи зіткнення, літак звернув з ЗПС і зіткнувся з перешкодами. |
| 07.11.00  | ER-AFA         | Луабо                        | 2 / 11     | На розбігу лопнула шина основної стійки шасі, літак викотився з ЗПС і загорівся.                                     |
| 11.12.00  | D2-FEO         | Лузамба                      | 0 / 6      | Викотився з ЗПС на пробігу.                                                                                          |
| 11.12.00  | ER-AEQ         | Кафунфо                      | 0/н.д.     | Здійснив посадку до ЗПС, дістав ушкодження.                                                                          |
| 19.04.02  | HK-4171X       | Попаян                       | 3 / 8      | Перерваний зліт, літак викотився за ЗПС.                                                                             |
| 04.04.04  | EP-837         | Пуерто-Есперанса             | 0/н.д.     | Літак армії Перу. Пошкоджений до ступеня списання після грубої посадки.                                              |
| 01.06.04  | 9XR-SN         | Кігалі                       | 0 / 12     | Проблеми з шасі після вильоту з Беніну. Аварійна посадка.                                                            |
| 26.04.06  | ZS-PDV         | Лашкар Гах                   | 3 +2 / 16  | На ЗПС виїхала вантажівка. Уникаючи зіткнення, літак звернув з ЗПС і викотився на поселення кочівників.              |
| 16.12.06  | FAM-3103       | поблизу Акапулько            | 4 / 4      | Літак ВПС Мексики. Впав у море після викидання десанту.                                                              |
| 26.08.07  | 9Q-CAC         | поблизу Конголо              | 14/15      | Відмова двигуна відразу після зльоту. Літак розбився при поверненні на аеродром після вильоту.                       |
| 27.08.07  | HK-4117        | Міту                         | 0 / 4      | Пожежа через розлив вантажу (бочки з пальним) на стоянці.                                                            |
| 11.04.08  | ST-AZL         | Кишинів                      | 8 / 8      | Відмова транспондера після зльоту вночі. Літак розбився при поверненні на аеродром вильоту.                          |
| 16.04.08  | 3C-5GE         | Аннобон                      | 13/13      | Літак Національної Гвардії. При посадці в складних метеоумовах викотився з ЗПС і впав у море.                        |
| 26.05.08  | 9Q-CMG         | Гома                         | 0 / 5      | Відмова двигуна відразу після зльоту. Розбився при аварійній посадці на аеродромі вильоту.                           |
| 08.06.09  | н.д.           | Аруначал-Прадеш              | 13/13      | Літак ВПС Індії. Розбився в горах.                                                                                   |
| 08.10.09  | 354            | південно-західний Афганістан | Н.д.       | Літак авіакорпусу армії Афганістану. Розбився при посадці.                                                           |
| 24.11.10  | FAM-3101       | Монтеррей                    | 5 / 5      | Впав правіше ЗПС відразу після зльоту.                                                                               |
| 3.10.2018 |                | Хартум (KRT)                 | Н. д.      | При невдалому приземлені зіштовхнувся з Ан-26, який здійснював пробіг на посадковій смузі                            |